# Appiano (familia)

Escudo de la familia Appiano.

Los Appiano (o Appiani o d'Appiani) fue una familia noble pisana originaria de “Al Piano” o Appiano (en la localidad de La Borra cerca de Pontedera) más conocida por el topónimo Terra Valda o Terra Walda, que más tarde mutó a Travalda.
El fundador de esta familia fue Guarnito d'Appiano, notario colegiado de Pisa, que vivió entre 1200 y 1255. Éste dio origen a una dinastía de notarios que de generación en generación fueron ascendiendo en la escala social. Su hijo Jacobo (que vivió entre aproximadamente 1230 y 1290) fue también notario colegiado en Pisa; el nieto Benvenuto (también notario) se convirtió en el Capitán de la Corporación de Notarios pisanos en 1303, muriendo hacia 1330; el bisnieto Vanni, se convirtió en Anciano de Pisa en 1328, Canciller del Senado de Lucca en 1347 muriendo decapitado en Pisa el 28 de mayo de 1355.
El hijo de Vanni, Jacobo, (hacia 1322 - 5 de septiembre de 1398) consiguió convertirse en Canciller de la República de Pisa y jefe de la facción de los Raspanti junto a la consortería de della Gherardesca: en 1392 hizo asesinar a traición a Pietro Gambacorti y envenenar a sus dos hijos, jefes de la facción de los Bergolini junto a la consortería de los Lanfranchi, hecho que le llevó durante casi un decenio a la señoría de Pisa.

## Los Appiano de Piombino
Le sucedió su hijo segundogénito Gherardo (Pisa, hacia 1370 - Piombino, mayo de 1405) en 1398; el primogénito Vanni había muerto en 1397, quizás envenenado por su padre. En 1399 Gherardo cedió la ciudad y el condado a Gian Galeazzo Visconti de Milán, el cual se apresuró a cederla a los florentinos a cambio de 200.000 florines de oro el año 1405. Gherardo retuvo la señoría pisana sobre Piombino, Suvereto, Buriano, Scarlino, Vignale, Populonia, las islas de Elba, Pianosa y Monte Cristo.
A su muerte (mayo de 1404) fue sucedido por su hijo Jacobo II nacido hacia 1400. Durante su minoría de edad estuvo bajo la regencia de su madre Paola Colonna, que a su muerte sin descendencia acaecida en 1441, asumió el poder enfrentándose entonces a su cuñado Emanuele Appiano. Éste contrató al condottiero Baldaccio d'Anghiari para atacar Piombino y pidió ayuda a los florentinos, con los cuales Jacobo II había entroncado una alianza contra de Siena y los Visconti. Después de la muerte de Paola en 1445 el poder pasó a Caterina Appiano, hermana de Jacobo II, aunque en realidad las riendas del gobierno eran llevadas por su marido, el general Rinaldo Orsini, que fue nombrado co-señor. Muerto éste de peste en 1450 y al año siguiente su mujer, Emanuele fue elegido por los piombeses señor del estado.
Emanuele se acercó políticamente al Reino de Nápoles, casándose con una hija ilegítima del rey Alfonso V de Aragón y mutando s apellido por el de Appiano d'Aragona, derecho reconocido en 1465 por el rey Fernando I de Nápoles. Su esposa Colia de'Giudici d'Aragona empujó al su propio hijastro Jacobo III (hijo ilegítimo de Emanuele), hombre cruel y tiránico, a proteger, dentro de las posibilidades de un estado tan pequeño, a los artistas locales. en 1447 se convirtió en señor Jacobo IV que se casó con una nieta del rey de Nápoles y que en 1509 obtuvo el ensalzamiento de la Señoría de Piombina en Principado, junto a una declaración formal de feudo imperial, para conseguir la protección del emperador Maximiliano I.
Su hijo Jacobo V desarrolló una activa política matrimonial, favorecida además por la breve vida de sus mujeres: se casó en primer lugar con una sobrina de Fernando el Católico, que recientemente se había proclamado rey de Nápoles; después con dos hermanas Ridolfi, sobrinas de los papas florentinos León X y Clemente VII y finalmente con otra descendiente por vía materna de Lorenzo el Magnífico, la cual le sobrevivió: gracias a estos matrimonios emparentó con el gran duque Cosme I de Médici, lo que le permitió que éste se encargase de la defensa de su estado frente a los piratas berberiscos.
El hijo de Jacobo V, Jacobo VI, fue expulsado en 1548 de Piombino ya que el emperador Carlos V había cedido el principado a Cosme I de Médici, insatisfecho de como los Appiano defendían sus costas frente a los piratas berberiscos. La situación volvió al status quo (excepción hecha por la pérdida de los derechos sobre Portoferraio) en 1559, con el beneplácito imperial. En 1562 se desencadenó contra él una revuelta popular que le obligó a abandonar el estado para embarcarse como militar en la flota toscana, dejando como gobernador in loco a su hijo ilegítimo Alessandro, que consiguió hacer legitimar por parte del emperador para que éste le pudiese suceder. Después de una revuelta popular, instigada por los españoles, Alessandro fue asesinado en 1589 después de solo cuatro años de reinado.
Le sucedió su hijo Jacobo VII, primero bajo la regencia de su madre Isabel de Mendoza, que obtuvo del emperador Rodolfo II la elevación del feudo a Principado del Imperio. Con Jacobo VII, la Casa de Appiano se extinguió en su rama masculina primogénita en 1603, convirtiéndose en príncipe durante un brevísimo período su primo Carlo Appiano. A continuación, fue la hermana de Carlo, Isabella, la encargada de regir el principado hasta 1628, primero junto a su marido y tío Jorge de Mendoza (muerto en 1618) y después con su segundo marido Paolo Giordano II Orsini, con quien se había casado en 1621. En 1628, Isabella fue desposeída del poder, los primos (descendientes de Carlo I Appiano) no fueron llamados a la sucesión, y el Principado, junto a la isla de Elba (sin incluir Portolongone) fue entregado el 24 de marzo de 1634 por el emperador Fernando II a Niccolò Ludovisi, casado con Polissena de Mendoza, hija de Isabella.

## Los Appiano de Populonia
Sextogénito de Jacobo III fue Belisario (hacia 1465 - 1515), desde 1474 señor de Valle y Montioni: se casó con Aurelia Sforza, hija de Guido Sfroza conde de Santa Fiora, y de Francesca Farnese; fue padre de Camillo, general de la República de Siena, asesinado por sus soldados en 1529 y de Ferrante. Éste se convirtió en señor de Valle y Montioni en 1515 a la muerte de su padre, enriqueciéndose muchísimo gracias a la explotación de las minas de aluminio, hasta poder comprar al duque Alejandro de Médicis el título de marqués en 1534; residió a menudo en Populonia y por ello aparece en algunos textos como señor de dicha ciudad.
Se casó con una Orsini y fue padre de varios hijos: el primogénito Sforza (1526 - 1581) casado con Camilla Gonzaga, hija de Carlo señor de Gazzuolo, con quien fue padre de Carlo I, el pariente masculino más próximo a la línea principesca de Piombino, hecho que le permitió acceder al Principado, aunque solo por un mes, en 1603 a la muerte de Jacobo VII. A causa de que ninguno de sus nueve hijo consiguió una prole que llegase a la edad adulta, al igual que le ocurrió a sus hermanos, esto hizo que se extinguiese esta línea.

## Los Appiano de Piacenza y del Piamonte
El cuarto hijo de Jacobo IV, Gerolamo (Génova, 1489 - Piombino, 1521) quien se casó en primer lugar con Camilla Fregoso, de noble familia genovesa, después con Caterina Torelli, hija de Cristofor Torelli, conde de Montechiarugolo y Casei, y finalmente con Antonia Sforza, hija Francesco II, conde di Borgonovo. A pesar de sus tres mujeres, solo tuvo dos hijos.
El segundogénito fue Giambattista (1550 - 1603), creado conde del Sacro Romano Imperio y patricio de Piacenza. Fue padre de Alberico, cuya descendencia todavía existente en su línea masculina lleva el título de marqueses de Baselica y condes del Sacro Romano Imperio. El primogénito de Girolamo fue Giulio (1586 - 1629), señor de Castino y Cortemiglia: su descendencia obtuvo el título de conde de Castelletto Uzzone en 1796. Su hijo, el conde Luigi Fresia Appiani de Castino (procurador del Reino de Italia), marido de la condesa Benedetta Protto con la cual tuvo tres hijos: Giulio Fresia Appiani di Castino, Giuseppe y Eugenio. El segundogénito, Evangelista, señor de Cocconato y Torre Bormida, fue consejero del Duque de Saboya, en cuya corte hizo carrera: casado con Clementina Del Carretto tuvo una descendencia que se extinguió con los hermanos Francesco Tommaso, señor Cocconato y Torre Bormida (+ Turín 1743) y Alessandro, arcipreste de San Chiaffredo en Saluzzo (+ Dogliani 1756).
```
Línea Dinástica Famiglia Appiano 
```

Signiori di Pisa 
- 1392 - 1398: Jacobo I Appiano|Jacobo
- 1398 - 1399: Gherardo Appiano

```
Señoría de Piombino 
```

- 1399 - 1404: Gherardo Appiano
- 1404 - 1441: Jacobo II Appiano
- 1441 - 1445: Paola Colonna
- 1445 - 1451: Caterina Appiano con su marido Rinaldo Orsini (muerto en 1450)
- 1451 - 1457: Emanuele Appiano|Emanuele I
- 1457 - 1474: Jacobo III Appiano
- 1474 - 1501: Jacobo IV Appiano

1501 - 1503: César Borgia
- 1503 - 1511: Jacobo IV Appiano
- 1511 - 1545: Jacobo V Appiano
- 1545 - 1548: Jacobo VI Appiano d’Aragona|Jacobo VI Appiano

1548 - 1557: Cosme I de Médici
- 1557 - 1585: Jacobo VI Appiano d’Aragona|Jacobo VI Appiano
- 1585 - 1589: Alessandro Appiano d'Aragona|Alessandro I

```
Principato dil Piombino 
```

- 1589 - 1603: Jacobo VII Appiano d'Aragona|Jacobo VII
- 1603 - 1611: Rodolfo II de Habsburgo|Rodolfo II, sacro emperador romano germánico.
- 1611 - 1628: Isabella Appiano|Isabella I